# Estelle Nollet
Estelle Nollet, née en 1977, est une écrivaine française.

## Biographie

### Enfance et début de carrière
Estelle Nollet nait en Centrafrique. 
Elle commence d'abord à travailler dans la publicité avant de tout quitter pour devenir monitrice de plongée au Mexique puis romancière,. 

### Carrière littéraire
Estelle Nollet est reconnue dès son premier roman, On ne boit pas les rats kangourous, sorti en 2009.
En 2012 sort son deuxième roman, Le Bon, la Brute, etc.. Il raconte l'histoire de Bang qui possède un don dont il se serait bien passé, celui de faire avouer à ceux qui le regardent dans les yeux les fautes qu'ils ont commises. Le livre vogue entre la science-fiction, le roman noir et le polar. 
En 2015 parait Quand j'étais vivant, un livre sur l’Afrique et le trafic de l’ivoire. Le livre est sélectionné pour le Prix Charles-Exbrayat. Il fait également partie des dix romans en lice pour le Prix de la Closerie des Lilas 2015.
En 2018 sort Community, un huis clos entre huit hommes et deux femmes, en mission scientifique sur l’île de New Aberdeen, dans l'océan austral. Censés étudier les espèces rares, ils devront bientôt lutter pour leur propre survie. Le livre se situe entre le récit de voyage et le roman d'anticipation. Pour écrire son roman, elle passe en 2016 six mois en résidence de création sur une base scientifique dans les Terres australes et antarctiques françaises.
Elle fait partie en 2021 des jurés du prix littéraire de la page 111.

### Vie privée
Estelle Nollet voyage beaucoup. Elle vit en Australie et en Nouvelle-Zélande, puis au Mexique, avant d'arpenter entre autres l'Afrique du Sud, Madagascar et les Terres australes et antarctiques françaises. 

## Œuvres
- On ne boit pas les rats-kangourous, Paris, Albin Michel, coll. « Romans Français », 2009, 327 p.  (ISBN 978-2-226-19397-1)[9].

Bourse Thyde Monnier de la SGDL (2009), Prix Obiou (2010), Prix Emmanuel-Roblès (2010), Double Prix du jury et du public du premier roman de Chatou.
- Le Bon, la Brute, etc. , Paris, Albin Michel, coll. « Romans Français », 2011, 341 p.  (ISBN 978-2-226-22974-8)[10], prix Gironde-Nouvelles-Ecritures.
- Quand j'étais vivant, Paris, Albin Michel, coll. « Romans Français », 2015, 272 p.  (ISBN 978-2-226-31248-8)[11].
- Community, Paris, Albin Michel, coll. « Romans Français », 2018, 263 p.  (ISBN 978-2-226-40215-8).